# Liga das Nações da CONCACAF B de 2019–20
A Liga das Nações da CONCACAF B de 2019–20 foi a segunda divisão da edição 2019–20 da Liga das Nações da CONCACAF, a temporada inaugural da competição de futebol que envolveu as 41 seleções nacionais masculinas de futebol da CONCACAF.

## Formato
A Liga B é composta por 16 seleções que se classificaram entre 7º e 22º nas eliminatórias. A competição será dividida em quatro grupos com quatro seleções cada. As equipes competirão jogando contra as outras do seu grupo em casa e fora, durante as datas FIFA de setembro, outubro e novembro de 2019. Ao final dos jogos, o primeiro colocado de cada grupo será promovido à Liga A da próxima edição do torneio, enquanto os últimos colocados de cada grupo serão rebaixados para a Liga C.
Em setembro de 2019 a CONCACAF anunciou que a Liga das Nações servirá como eliminatória para a Copa Ouro da CONCACAF de 2021 (nenhuma seleção irá se classificar automaticamente). Os vencedores de cada grupo da Liga B irão se classificar para a Copa Ouro, enquanto os quatro segundos lugares irão participar de uma eliminatória.

### Sorteio
As seleções foram divididas nos potes da Liga B de acordo com sua posição no Ranking da CONCACAF de novembro de 2018.
| Seleção         | Pts   | Rank |
| --------------- | ----- | ---- |
| Jamaica         | 1.507 | 6    |
| El Salvador     | 1.380 | 9    |
| Nicarágua       | 1.083 | 14   |
| Guiana Francesa | 1.057 | 16   |

| Seleção               | Pts   | Rank |
| --------------------- | ----- | ---- |
| São Cristóvão e Neves | 1.018 | 18   |
| República Dominicana  | 983   | 19   |
| Suriname              | 975   | 20   |
| Guiana                | 953   | 21   |

| Seleção                  | Pts | Rank |
| ------------------------ | --- | ---- |
| Antígua e Barbuda        | 930 | 22   |
| Belize                   | 831 | 24   |
| São Vicente e Granadinas | 821 | 25   |
| Santa Lúcia              | 813 | 26   |

| Seleção    | Pts | Rank |
| ---------- | --- | ---- |
| Granada    | 749 | 28   |
| Aruba      | 638 | 31   |
| Dominica   | 593 | 32   |
| Monserrate | 478 | 35   |

O sorteio da fase de grupos aconteceu no The Chelsea em Las Vegas, Estados Unidos, em 27 de março de 2019.

## Grupos
| Legenda | Legenda                                                                |
| ------- | ---------------------------------------------------------------------- |
|         | Promoção a Liga A de 2022–23 Classificação para a Copa Ouro de 2021    |
|         | Avança para a primeira fase das eliminatórias para a Copa Ouro de 2021 |
|         | Rebaixamento a Liga C de 2022–23                                       |

### Grupo A
| Pos. | Seleção               | Pts | J | V | E | D | GP | GC | SG |
| ---- | --------------------- | --- | - | - | - | - | -- | -- | -- |
| 1    | Granada               | 14  | 6 | 4 | 2 | 0 | 8  | 4  | +4 |
| 2    | Guiana Francesa       | 8   | 6 | 2 | 2 | 2 | 8  | 6  | +2 |
| 3    | Belize                | 6   | 6 | 2 | 0 | 4 | 6  | 12 | –6 |
| 4    | São Cristóvão e Neves | 5   | 6 | 1 | 2 | 3 | 8  | 8  | 0  |

|                       |     | São Cristóvão e Neves | Belize | Granada |
| --------------------- | --- | --------------------- | ------ | ------- |
| Guiana Francesa       |     | 3–1                   | 3–0    | 0–0     |
| São Cristóvão e Névis | 2–2 |                       | 0–1    | 0–0     |
| Belize                | 2–0 | 0–4                   |        | 1–2     |
| Granada               | 1–0 | 2–1                   | 3–2    |         |

| 5 de setembro de 2019 | Granada                    | 2 – 1     | São Cristóvão e Neves | Estádio de Atletismo Kirani James, Saint George's |
| 18:00 (UTC−4)         | Mitchell 19' · Charles 82' | Relatório | Hanley 57'            | Árbitro: JAM Kevin Morrison                       |

| 5 de setembro de 2019 | Guiana Francesa | 3 – 0     | Belize | Stade Municipal Dr. Edmard Lama, Caiena |
| 21:00 (UTC−3)         |                 | Relatório |        |                                         |

| 8 de setembro de 2019 | Belize       | 1 – 2     | Granada                            | Estádio Isidoro Beaton, Belmopan |
| 16:00 (UTC−6)         | McCaulay 24' | Relatório | Paterson 59' (pen) · Charles 90+3' | Árbitro: NCA Erick Lezama        |

| 8 de setembro de 2019 | São Cristóvão e Neves  | 2 – 2     | Guiana Francesa            | Warner Park, Basseterre       |
| 19:00 (UTC−4)         | Amory 50' · Liburd 75' | Relatório | Haabo 23' · Éric 53' (pen) | Árbitro: HON Melvin Matamoros |

| 10 de outubro de 2019 | Belize | 0 – 4     | São Cristóvão e Neves                           | Estádio Isidoro Beaton, Belmopan |
| 15:00 (UTC−6)         |        | Relatório | Sterling-James 12' · Liburd 48' (pen), 56', 63' | Árbitro: GUA Sergio Reyna        |

| 10 de outubro de 2019 | Guiana Francesa | 0 – 0     | Granada | Stade Municipal Dr. Edmard Lama, Caiena |
| 21:00 (UTC−3)         |                 | Relatório |         | Árbitro: SKN Tristley Bassue            |

| 13 de outubro de 2019 | São Cristóvão e Neves | 0 – 1     | Belize         | Warner Park, Basseterre    |
| 18:00 (UTC−4)         |                       | Relatório | Smith 3' (pen) | Árbitro: SLV Jaime Herrera |

| 13 de outubro de 2019 | Granada     | 1 – 0     | Guiana Francesa | Estádio de Atletismo Kirani James, Saint George's |
| 19:00 (UTC−4)         | Charles 65' | Relatório |                 | Árbitro: GUA Bryan López                          |

| 14 de novembro de 2019 | São Cristóvão e Neves | 0 – 0     | Granada | Warner Park, Basseterre       |
| 15:00 (UTC−4)          |                       | Relatório |         | Árbitro: JAM Daneon Parchment |

| 14 de novembro de 2019 | Belize                  | 2 – 0     | Guiana Francesa | Estádio Isidoro Beaton, Belmopan |
| 17:00 (UTC−6)          | Lewis 4' · McCaulay 70' | Relatório |                 | Árbitro: NCA Erick Lezama        |

| 17 de novembro de 2019 | Guiana Francesa                  | 3 – 1     | São Cristóvão e Neves | Stade Municipal Dr. Edmard Lama, Caiena |
| 19:00 (UTC−3)          | Marigard 19', 28' · Sarrucco 76' | Relatório | Terrell 11'           | Árbitro: MEX Oscar Macías               |

| 17 de novembro de 2019 | Granada               | 3 – 2     | Belize                    | Estádio de Atletismo Kirani James, Saint George's |
| 20:00 (UTC−4)          | Charles 14', 59', 68' | Relatório | Gaynair 32' · Salazar 55' | Árbitro: PUR José Torres                          |

### Grupo B
| Pos. | Seleção              | Pts | J | V | E | D | GP | GC | SG |
| ---- | -------------------- | --- | - | - | - | - | -- | -- | -- |
| 1    | El Salvador          | 15  | 6 | 5 | 0 | 1 | 10 | 1  | +9 |
| 2    | Monserrate           | 8   | 6 | 2 | 2 | 2 | 4  | 5  | –1 |
| 3    | República Dominicana | 7   | 6 | 2 | 1 | 3 | 5  | 5  | 0  |
| 4    | Santa Lúcia          | 4   | 6 | 1 | 1 | 4 | 2  | 10 | –8 |

|                      | El Salvador | República Dominicana | Santa Lúcia | Monserrate (ilha) |
| -------------------- | ----------- | -------------------- | ----------- | ----------------- |
| El Salvador          |             | 2–0                  | 3–0         | 1–0               |
| República Dominicana | 1–0         |                      | 3–0         | 0–0               |
| Santa Lúcia          | 0–2         | 1–0                  |             | 0–1               |
| Montserrat           | 0–2         | 2–1                  | 1–1         |                   |

| 7 de setembro de 2019 | Monserrate                  | 2 – 1     | República Dominicana | Estádio Blakes Estate, Lookout |
| 15:00 (UTC−4)         | J. Comley 29' · Clifton 65' | Relatório | J. García 23'        | Árbitro: GUA Sergio Reyna      |

| 7 de setembro de 2019 | El Salvador                                 | 3 – 0     | Santa Lúcia | Estádio Cuscatlán, San Salvador |
| 20:00 (UTC−6)         | Orellana 7' · Cerén 73' (pen) · Bonilla 87' | Relatório |             | Árbitro: HON Óscar Moncada      |

| 10 de setembro de 2019 | Monserrate     | 1 – 1     | Santa Lúcia         | Estádio Blakes Estate, Lookout |
| 16:00 (UTC−4)          | Weir-Daley 45' | Relatório | Frederick 86' (pen) | Árbitro: HON Nelson Salgado    |

| 10 de setembro de 2019 | República Dominicana | 1 – 0     | El Salvador | Estádio Cibao FC, Santiago de los Caballeros |
| 18:00 (UTC−4)          | Bueno 7'             | Relatório |             | Árbitro: JAM Oshane Nation                   |

| 12 de outubro de 2019 | República Dominicana                  | 3 – 0     | Santa Lúcia | Estadio Olímpico Félix Sánchez, Santo Domingo |
| 18:00 (UTC−4)         | López 34' · Romero 52' · González 85' | Relatório |             | Árbitro: NCA Nitzar Sandoval                  |

| 12 de outubro de 2019 | Monserrate | 0 – 2     | El Salvador                | Estádio Blakes Estate, Lookout |
| 22:00 (UTC−4)         |            | Relatório | Domínguez 43' · Zelaya 78' | Árbitro: CRC Juan Calderón     |

| 15 de outubro de 2019 | República Dominicana | 0 – 0     | Monserrate | Estadio Olímpico Félix Sánchez, Santo Domingo |
| 16:00 (UTC−4)         |                      | Relatório |            | Árbitro: HON Raúl Castro                      |

| 15 de outubro de 2019 | Santa Lúcia | 0 – 2     | El Salvador               | Darren Sammy Cricket Ground, Gros-Islet |
| 17:00 (UTC−4)         |             | Relatório | Zelaya 68' · Portillo 88' | Árbitro: NCA Erick Lezama               |

| 16 de novembro de 2019 | Santa Lúcia | 1 – 0     | República Dominicana | Darren Sammy Cricket Ground, Gros-Islet |
| 19:00 (UTC−4)          | Joseph 38'  | Relatório |                      | Árbitro: SLV Jaime Herrera              |

| 16 de novembro de 2019 | El Salvador    | 1 – 0     | Monserrate | Estádio Cuscatlán, San Salvador |
| 21:00 (UTC−6)          | Portillo 90+1' | Relatório |            | Árbitro: PAN Oliver Vergara     |

| 19 de novembro de 2019 | El Salvador               | 2 – 0     | República Dominicana | Estádio Cuscatlán, San Salvador |
| 16:30 (UTC−6)          | Portillo 16' · Punyed 87' | Relatório |                      | Árbitro: CRC Benjamín Pineda    |

| 19 de novembro de 2019 | Santa Lúcia | 0 – 1     | Monserrate | Darren Sammy Cricket Ground, Gros-Islet |
| 18:30 (UTC−4)          |             | Relatório | Pond 35'   | Árbitro: JAM Oshane Nation              |

### Grupo C
| Pos. | Seleção           | Pts | J | V | E | D | GP | GC | SG  |
| ---- | ----------------- | --- | - | - | - | - | -- | -- | --- |
| 1    | Jamaica           | 16  | 6 | 5 | 1 | 0 | 21 | 1  | +20 |
| 2    | Guiana            | 10  | 6 | 3 | 1 | 2 | 12 | 10 | +2  |
| 3    | Antígua e Barbuda | 9   | 6 | 3 | 0 | 3 | 8  | 17 | –9  |
| 4    | Aruba             | 0   | 6 | 0 | 0 | 6 | 5  | 18 | –13 |

|                   | Jamaica | Guiana | Antígua e Barbuda | Aruba |
| ----------------- | ------- | ------ | ----------------- | ----- |
| Jamaica           |         | 1–1    | 6–0               | 2–0   |
| Guiana            | 0–4     |        | 5–1               | 4–2   |
| Antígua e Barbuda | 0–2     | 2–1    |                   | 2–1   |
| Aruba             | 0–6     | 0–1    | 2–3               |       |

| 6 de setembro de 2019 | Aruba | 0 – 1     | Guiana     | Estádio Ergilio Hato, Willemstad (Curaçao) |
| 19:00 (UTC−4)         |       | Relatório | Holder 22' | Árbitro: SLV Jaime Herrera                 |

| 6 de setembro de 2019 | Jamaica                                                             | 6 – 0     | Antígua e Barbuda | Montego Bay Sports Complex, Montego Bay |
| 19:00 (UTC−5)         | Nicholson 9', 51' · Reid 31' · Brown 67' · Bailey 77' · Vassell 81' | Relatório |                   | Árbitro: PAN Oliver Vergara             |

| 9 de setembro de 2019 | Antígua e Barbuda         | 2 – 1     | Aruba            | Estádio Sir Vivian Richards, North Sound |
| 15:00 (UTC−4)         | Bishop 8' · Harriette 69' | Relatório | Groothusen 45+5' | Árbitro: USA Rubiel Vázquez              |

| 9 de setembro de 2019 | Guiana | 0 – 4     | Jamaica                           | Synthetic Track and Field Facility, Leonora |
| 19:00 (UTC−4)         |        | Relatório | Powell 14', 26' · Orgill 44', 54' | Árbitro: PUR William Anderson               |

| 11 de outubro de 2019 | Antígua e Barbuda           | 2 – 1     | Guiana       | Estádio Sir Vivian Richards, North Sound |
| 17:00 (UTC−4)         | Griffith 15' · Benjamin 18' | Relatório | Welshman 50' | Árbitro: CRC Keylor Herrera              |

| 12 de outubro de 2019 | Jamaica                      | 2 – 0     | Aruba | Independence Park, Kingston |
| 17:00 (UTC−5)         | Williams 13' · Nicholson 88' | Relatório |       | Árbitro: MEX Jorge Pérez    |

| 14 de outubro de 2019 | Guiana                                                 | 5 – 1     | Antígua e Barbuda | Synthetic Track and Field Facility, Leonora |
| 20:00 (UTC−4)         | Bobb 1', 28' · Holder 64' · Daniel 77' · Schultz 90+2' | Relatório | Bishop 47'        | Árbitro: PUR William Anderson               |

| 15 de outubro de 2019 | Aruba | 0 – 6     | Jamaica                                                                        | Estádio Ergilio Hato, Willemstad (Curaçao) |
| 19:00 (UTC−4)         |       | Relatório | Willis 7' (pen) · Foster 17', 53' · Walker 19' · Nicholson 34' · Flemmings 47' | Árbitro: CRC Ricardo Montero               |

| 15 de novembro de 2019 | Antígua e Barbuda | 0 – 2     | Jamaica                 | Estádio Sir Vivian Richards, North Sound |
| 20:00 (UTC−4)          |                   | Relatório | Foster 34' · Morris 58' | Árbitro: DOM Randy Encarnación           |

| 15 de novembro de 2019 | Guiana                                   | 4 – 2     | Aruba                          | Synthetic Track and Field Facility, Leonora |
| 21:00 (UTC−4)          | Briggs 7' · Harriott 44' · Bobb 53', 73' | Relatório | Croes 2' · Breinburg 22' (pen) | Árbitro: JAM Kevin Morrison                 |

| 18 de novembro de 2019 | Aruba                | 2 – 3     | Antígua e Barbuda                           | Estádio Ergilio Hato, Willemstad (Curaçao) |
| 19:00 (UTC−4)          | John 20' · Harms 76' | Relatório | Benjamin 36' · Harms 82' (g.c.) · Bowry 84' | Árbitro: MEX Jorge Pérez                   |

| 18 de novembro de 2019 | Jamaica  | 1 – 1     | Guiana       | Montego Bay Sports Complex, Montego Bay |
| 20:00 (UTC−5)          | East 50' | Relatório | Welshman 45' | Árbitro: CRC Keylor Herrera             |

### Grupo D
| Pos. | Seleção                  | Pts | J | V | E | D | GP | GC | SG  |
| ---- | ------------------------ | --- | - | - | - | - | -- | -- | --- |
| 1    | Suriname                 | 13  | 6 | 4 | 1 | 1 | 16 | 5  | +11 |
| 2    | São Vicente e Granadinas | 11  | 6 | 3 | 2 | 1 | 6  | 4  | +2  |
| 3    | Nicarágua                | 7   | 6 | 2 | 1 | 3 | 9  | 11 | –2  |
| 4    | Dominica                 | 3   | 6 | 1 | 0 | 5 | 3  | 14 | –11 |

|                          | Nicarágua | Suriname | São Vicente e Granadinas | Dominica |
| ------------------------ | --------- | -------- | ------------------------ | -------- |
| Nicarágua                |           | 1–2      | 1–1                      | 3–1      |
| Suriname                 | 6–0       |          | 0–1                      | 4–0      |
| São Vicente e Granadinas | 1–0       | 2–2      |                          | 1–0      |
| Dominica                 | 0–4       | 1–2      | 1–0                      |          |

| 5 de setembro de 2019 | Dominica      | 1 – 2     | Suriname           | Windsor Park, Roseau        |
| 15:00 (UTC−4)         | Frederick 23' | Relatório | G. Vlijter 7', 90' | Árbitro: BRB Jamar Springer |

| 5 de setembro de 2019 | Nicarágua       | 1 – 1     | São Vicente e Granadinas | Estádio Nacional, Manágua |
| 18:00 (UTC−6)         | Yorke 87' (g.c) | Relatório | Anderson 45+2'           | Árbitro: GUA Walter López |

| 8 de setembro de 2019 | São Vicente e Granadinas | 1 – 0     | Dominica | Estádio Arnos Vale, Arnos Vale |
| 15:00 (UTC−4)         | Cunningham 45+2'         | Relatório |          | Árbitro: GUY Sherwin Johnson   |

| 8 de setembro de 2019 | Suriname                                               | 6 – 0     | Nicarágua | André Kamperveen Stadion, Paramaribo |
| 19:00 (UTC−3)         | G. Vlijter 9', 11', 30', 65' · Fer 13' · Comvalius 85' | Relatório |           | Árbitro: GUA Bryan López             |

| 11 de outubro de 2019 | São Vicente e Granadinas | 2 – 2     | Suriname            | Estádio Arnos Vale, Arnos Vale |
| 16:00 (UTC−4)         | Stewart 58', 90+5' (pen) | Relatório | G. Vlijter 26', 53' | Árbitro: GUA Walter López      |

| 11 de outubro de 2019 | Nicarágua                      | 3 – 1     | Dominica   | Estádio Nacional, Manágua   |
| 20:00 (UTC−6)         | Chavarría 7', 41' · Rayo 90+1' | Relatório | Wade 90+3' | Árbitro: HON Nelson Salgado |

| 14 de outubro de 2019 | Dominica | 0 – 4     | Nicarágua                                               | Windsor Park, Roseau      |
| 15:00 (UTC−4)         |          | Relatório | Chavarría 42' · Bonilla 71', 84' (pen) · Mendieta 90+2' | Árbitro: SKN Kimbell Ward |

| 14 de outubro de 2019 | Suriname | 0 – 1     | São Vicente e Granadinas | André Kamperveen Stadion, Paramaribo |
| 20:00 (UTC−3)         |          | Relatório | Stewart 68'              | Árbitro: PAN Oliver Vergara          |

| 15 de novembro de 2019 | São Vicente e Granadinas | 1 – 0     | Nicarágua | Estádio Arnos Vale, Arnos Vale |
| 15:00 (UTC−4)          | Sutherland 60'           | Relatório |           | Árbitro: GRN Reon Radix        |

| 15 de novembro de 2019 | Suriname                         | 4 – 0     | Dominica | André Kamperveen Stadion, Paramaribo |
| 21:30 (UTC−3)          | Apai 15', 88' · Vlijter 60', 74' | Relatório |          | Árbitro: GUY Sherwin Johnson         |

| 18 de novembro de 2019 | Dominica    | 1 – 0     | São Vicente e Granadinas | Windsor Park, Roseau          |
| 16:00 (UTC−4)          | Laville 71' | Relatório |                          | Árbitro: ARU Ricangel de Leça |

| 18 de novembro de 2019 | Nicarágua   | 1 – 2     | Suriname                        | Estádio Nacional, Manágua        |
| 21:00 (UTC−6)          | Fuentes 60' | Relatório | Comvalius 21' · Hasselbaink 53' | Árbitro: HAI Patrick Senecharles |